# Grindstone
Grindstone – czwarty album studyjny norweskiej grupy muzycznej Shining. Wydawnictwo ukazało się 29 stycznia 2007 roku nakładem wytwórni muzycznej Rune Grammofon. Rok później album został nagrodzony podczas gali Alarm Award w kategorii najlepszy album jazzowy.
W październiku tego samego roku zespół odbył trasę koncertową poprzedzając występy Enslaved. Koncerty kończyła interpretacja utworu "21st Century Schizoid Man" z repertuaru King Crimson w wykonaniu obu zespołów.

## Lista utworów
Opracowano na podstawie materiału źródłowego.
1. "In the Kingdom of Kitsch You Will Be a Monster" – 5:40
2. "Winterreise" – 3:33
3. "Stalemate Longan Runner" – 4:15
4. "To Be Proud of Crystal Colors is to Live Again" – 0:50
5. "Moonchild Mindgames" – 3:06
6. "The Red Room" – 2:16
7. "ASA NISI MASA" – 1:52
8. "To Be Proud of Crystal Colors is to Live Again" – 1:10
9. "Psalm" – 7:21
10. "-... .- -.-. ...." – 2:07
11. "1:4:9" – 5:04
12. "Fight Dusk with Dawn" – 6:54

## Twórcy
Opracowano na podstawie materiału źródłowego.
| - Jørgen Munkeby - muzyka, gitara, śpiew - Andreas Hessen Schei - instrumenty klawiszowe, syntezatory, muzyka (utwór 3) - Morten Strøm - gitara basowa - Torstein Lofthus - perkusja - Kristoffer Myre Eng - organy (utwór 9) - Danny Young - gong (utwory 1, 3, 12) | - Åshild Skin Refsdal - sopran - Kåre Chr. Vestrheim - miksowanie, produkcja muzyczna, realizacja dźwięku - Mike Hartung - miksowanie, realizacja dźwięku - Hasse Rosbach - asystent w ramach miksowania, asystent realizatora dźwięku - Jonas Howden Sjøvaag - realizacja dźwięku - Kim Hiorthøy - dizajn |

## Wydania
| Rok  | Nr katalogowy  | Format           | Wytwórnia      | Region   | Źródło |
| ---- | -------------- | ---------------- | -------------- | -------- | ------ |
| 2007 | RCD 2060       | CD, Album        | Rune Grammofon | Norwegia | [ 5 ]  |
| 2007 | RCD 2060 PROMO | CD, Album, Promo | Rune Grammofon | Norwegia | [ 5 ]  |